# Grosotto

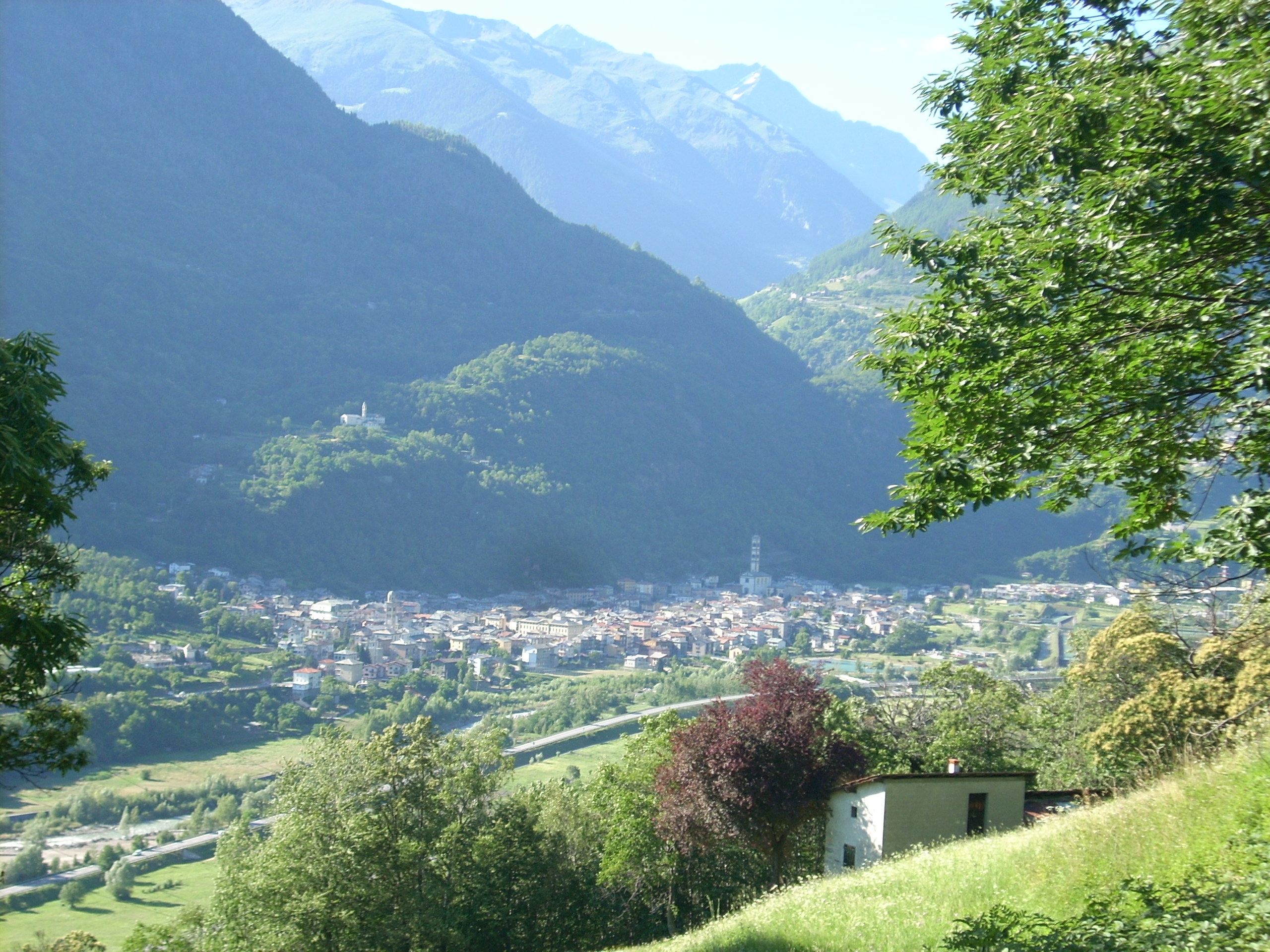
Grosotto

Grosotto ist eine Gemeinde in der italienischen Provinz Sondrio in der Region Lombardei.

## Lage und Einwohner
Die Gemeinde Grosotto liegt 38 Kilometer nordöstlich von der Provinzhauptstadt Sondrio im oberen Veltlin und hat 1630 Einwohnern (Stand 31. Dezember 2023).
Die Nachbargemeinden sind Grosio, Mazzo di Valtellina, Vervio, Monno sowie die Schweizer Gemeinden Brusio und Poschiavo.

## Sehenswürdigkeiten
Der Ort besitzt wenige Sehenswürdigkeiten, da er in seiner Geschichte oft geplündert und niedergebrannt worden ist. Die Pfarrkirche ist dem heiligen Eusebius geweiht, daneben gibt es eine dem Heiligen Rocco geweihte Kapelle und ein Oratorium. Der Palazzo Omodei war der Sitz der Familie Robustelli, die in der Umgebung begütert war. Ihr prominentester Vertreter war Ritter Giacomo Robustelli, einer der Anführer im Veltliner Mord und während der Bündner Wirren zeitweise Landeshauptmann des Veltlins.
1487 errichtete die Gemeinde das Santuario della Beata Vergine delle Grazie, um die Verschonung des Dorfes durch die Bündner zu feiern, was man einer wundersamen Intervention der Maria zuschrieb. Das heutige Gebäude stammt aus dem 18. Jahrhundert.
Die Alte Trotte (18. Jahrhundert) und die Mühle Osmetti ist auch sehenswert.

## Persönlichkeiten
- Giacomo Robustelli (* um 1583 in Grosotto; † um 1646 in Domaso), Militär, Landeshauptmann, Ritter[2]
- Monica Trinca Colonel (* 1999), Radrennfahrerin